# Aphantorhaphopsis siphonoides
Aphantorhaphopsis siphonoides är en tvåvingeart som först beskrevs av Gabriel Strobl 1898.  Aphantorhaphopsis siphonoides ingår i släktet Aphantorhaphopsis, och familjen parasitflugor. Arten har ej påträffats i Sverige.